# Меритон Корениця
Меритон Корениця (алб. Meriton Korenica, нар. 15 грудня 1996, Ораховаць) — косовський футболіст, півзахисник, нападник румунського клубу «ЧФР Клуж» та національної збірної Косова.
Виступав також за клуб «Балкані» (Теранде).
Триразовий чемпіон Косова. Володар Кубка Косова. Володар Суперкубка Косова. Володар Кубка Румунії.

## Клубна кар'єра
Народився 15 грудня 1996 року в місті Ораховаць. Вихованець юнацьких команд футбольних клубів «Раовечі» та «Шкендія».
У дорослому футболі дебютував 2015 року виступами за команду «Шкендія», в якій того року взяв участь в одному матчі чемпіонату. 
Згодом з 2016 по 2020 рік грав у складі команд «Металург» (Скоп'є), «Лірія» та «Приштина».
Своєю грою за останню команду привернув увагу представників тренерського штабу клубу «Балкані» (Теранде), до складу якого приєднався 2020 року. Відіграв за команду з Теранде наступні три сезони своєї ігрової кар'єри. Більшість часу, проведеного у складі «Балкані», був основним гравцем команди.
Протягом 2023—2024 років захищав кольори клубів «Маніса» та «Балкані» (Теранде).
До складу клубу «ЧФР Клуж» приєднався 2024 року. Станом на 28 травня 2025 року відіграв за команду з Клужа 39 матчів в національному чемпіонаті.

## Виступи за збірні
Протягом 2017–2018 років залучався до складу молодіжної збірної Косова. На молодіжному рівні зіграв у 4 офіційних матчах.
У 2023 році дебютував в офіційних матчах у складі національної збірної Косова.

## Статистика виступів

### Статистика виступів за збірну
| Дата       | Місто            | Господарі | Результат | Гості     | Турнір            | Голи | Примітки |
| ---------- | ---------------- | --------- | --------- | --------- | ----------------- | ---- | -------- |
| 9-9-2023   | Приштина         | Косово    | 2 – 2     | Швейцарія | Відбір до ЧЄ 2024 | -    | 81'      |
| 12-10-2023 | Андорра-ла-Велья | Андорра   | 0 – 3     | Косово    | Відбір до ЧЄ 2024 | -    | 66'      |
| 12-11-2023 | Приштина         | Косово    | 1 – 0     | Ізраїль   | Відбір до ЧЄ 2024 | -    | 66'      |
| 18-11-2023 | Базель           | Швейцарія | 1 – 1     | Косово    | Відбір до ЧЄ 2024 | -    | 66'      |
| 21-11-2023 | Приштина         | Косово    | 0 – 1     | Білорусь  | Відбір до ЧЄ 2024 | -    | 57' 79'  |
| Усього     |                  | Матчів    | 5         |           | Голів             | 0    |          |

| Дата      | Місто               | Господарі | Результат | Гості       | Турнір                             | Голи | Примітки |
| --------- | ------------------- | --------- | --------- | ----------- | ---------------------------------- | ---- | -------- |
| 9-11-2017 | Косовська Митровиця | Косово    | 0 – 4     | Ізраїль     | Кваліфікація молодіжного Євро-2019 | -    | 80'      |
| 22-3-2018 | Косовська Митровиця | Косово    | 2 – 0     | Азербайджан | Кваліфікація молодіжного Євро-2019 | -    | 84'      |
| 27-3-2018 | Косовська Митровиця | Косово    | 0 – 0     | Німеччина   | Кваліфікація молодіжного Євро-2019 | -    | 62'      |
| 7-9-2018  | Косовська Митровиця | Косово    | 1 – 1     | Ірландія    | Кваліфікація молодіжного Євро-2019 | -    | 61'      |
| Усього    |                     | Матчів    | 4         |             | Голів                              | 0    |          |

## Титули і досягнення
- Чемпіон Косова (3):

«Балкані» (Теранде): 2021-2022, 2022-2023, 2023-2024
- Володар Кубка Косова (1):

«Балкані» (Теранде): 2023-2024
- Володар Кубка Румунії (1):

«ЧФР Клуж»: 2024-2025